# Epicauta nepalensis
Epicauta nepalensis là một loài bọ cánh cứng trong họ Meloidae. Loài này được Hope in Gray miêu tả khoa học năm 1831.